# Situ Lembang
Situ Lembang är en sjö i Indonesien.   Den ligger i provinsen Jawa Barat, i den västra delen av landet, 100 km sydost om huvudstaden Jakarta. Situ Lembang ligger 1 574 meter över havet. Arean är 0,40 kvadratkilometer.I omgivningarna runt Situ Lembang växer i huvudsak städsegrön lövskog. Den sträcker sig 1,0 kilometer i nord-sydlig riktning, och 0,7 kilometer i öst-västlig riktning.